# Centralkraft

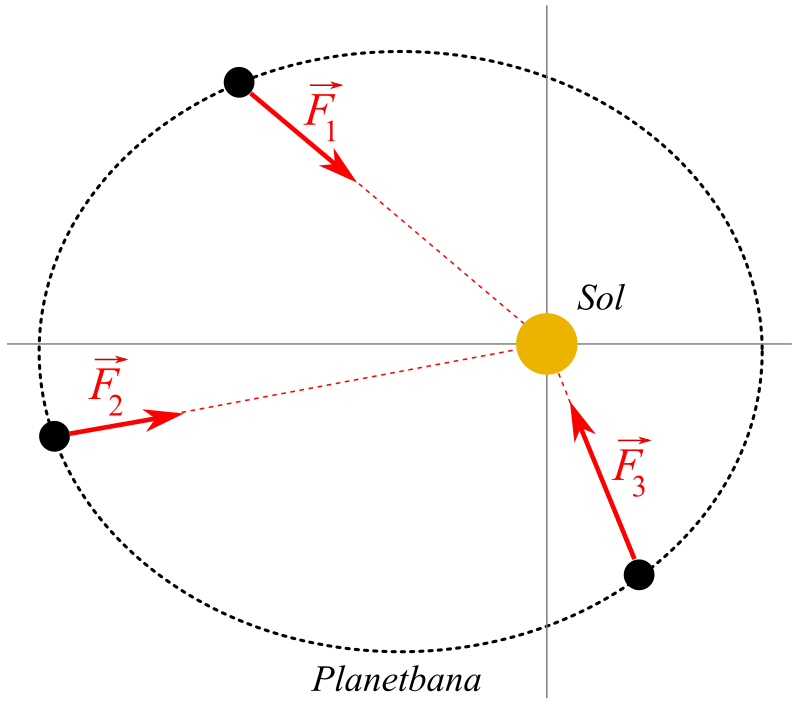
Centralkrafter

En centralkraft är inom klassisk mekanik en kraft vars storlek endast beror av det skalära avståndet från centrum till objektet samt är riktad radiellt från centrum:

{\displaystyle \mathbf {F} (\mathbf {r} )=F(||\mathbf {r} ||)\,{\hat {\mathbf {r} }}}
där F är en vektorvärd funktion, F är en skalär funktion för kraften, r är lägesvektorn, ||r|| dess längd och 
{\displaystyle {\hat {\mathbf {r} }}={\frac {\mathbf {r} }{||\mathbf {r} ||}}}
är den motsvarande enhetsvektorn.
Då kraften enbart beror på avståndet till centrum uppvisar centralkraftsfältet en sfärisk symmetri.

## Egenskaper
En centralkraft är alltid konservativ, det vill säga, den kan alltid skrivas som den negativa gradienten till en potentialfunktion:
{\displaystyle \mathbf {F} (\mathbf {r} )=-\mathbf {\nabla } V(\mathbf {r} )}
där
{\displaystyle V(\mathbf {r} )=\int _{|\mathbf {r} |}^{+\infty }F(r)\,\mathrm {d} r}
I ett konservativt fält är summan av kinetisk energi och potentiell energi bevarad:
{\displaystyle E={\frac {1}{2}}m|\mathbf {\dot {r}} |^{2}+V(\mathbf {r} )={\text{konstant}}}
där ṙ är derivatan av r med avseende på tid (är en hastighet) och rörelsemängdmomentet
{\displaystyle \mathbf {L} =\mathbf {r} \times m\mathbf {\dot {r}} ={\text{konstant}}}
då vridmomentet som utövas av kraften är noll. Som en konsekvens rör sig kroppen i ett plan vinkelrätt mot rörelsemängdsmomentets vektor.
Genom att centralkraften är konservativ är centralkraftens fält virvelfritt, det vill säga 
{\displaystyle \nabla \times \mathbf {F} (\mathbf {r} )=\mathbf {0} }
Gravitationen och coulombkraften är exempel på centralkrafter där F(r) är proportionell mot 1/r2.